# Langenhorn (Szlezwik-Holsztyn)
Langenhorn (północnofryz. Hoorne, duń. Langhorn) – gmina w Niemczech w kraju związkowym Szlezwik-Holsztyn, w powiecie Nordfriesland, wchodzi w skład urzędu Mittleres Nordfriesland.